# Пастос (Порторико)
Пастос (шп. Pastos) град је у америчкој острвској територији Порторико, острвској држави Кариба.

## Демографија
По попису из 2010. године број становника је 1.514, што је 14 (-0,9%) становника мање него 2000. године.
| Група             | 2000.         | 2010.         |
| Белци             | 7 (0,5%)      | 6 (0,4%)      |
| Афроамериканци    | 74 (4,8%)     | 114 (7,5%)    |
| Азијати           | 0 (0,0%)      | 1 (0,1%)      |
| Хиспаноамериканци | 1.521 (99,5%) | 1.506 (99,5%) |
| Укупно            | 1.528         | 1.514         |